# Liaison à un électron
En chimie, une liaison à un électron se rencontre, comme les liaisons à trois électrons, dans les radicaux libres et les ions qui ont un nombre impair d'électrons. L'exemple le plus simple d'une liaison à un électron est le cation dihydrogène H2+. Ces liaisons à nombre impair d'électrons ne sont stables qu'entre atomes de même électronégativité.
Une liaison à un électron a généralement une énergie de liaison moitié moindre qu'une liaison covalente normale à deux électrons, et est ainsi appelée « demi-liaison ». Cependant, il peut arriver qu'une telle liaison à un électron soit en fait plus forte que la liaison covalente correspondante : c'est le cas de la molécule de dilithium Li2, dont l'énergie de liaison covalente est plus faible que l'énergie de liaison à un électron du cation Li2+ ; cela s'explique par des effets entre couches électroniques intérieures 1s, et notamment des effets d'hybridation.
Les espèces moléculaires ayant une liaison à un électron sont particulièrement réactives.

## Article principal
- Liaison chimique
- Méthode Holstein-Herring